# Abschnittsbefestigung Sandbach
Die  Abschnittsbefestigung Sandbach  liegt in Sandbach, einem Gemeindeteil der niederbayerischen Stadt Vilshofen an der Donau im Landkreis Passau. Die Anlage wird als Bodendenkmal unter der Aktennummer D-2-7345-0016 als „verebnete Abschnittsbefestigung der Vor- und Frühgeschichte oder des Mittelalters“ geführt. Die Anlage liegt in einem Waldgebiet oberhalb der Alten Poststraße und ca. 250 m südöstlich der Filialkirche St. Nikolaus und St. Martin von Sandbach.

## Beschreibung
Die Abschnittsbefestigung Sandbach ist eine annähernd dreieckige Anlage mit abgerundeten Ecken. Sie umfasst in der Ost-West-Richtung etwa 180 m und in Nord-Süd-Richtung 170 m. Der nach Osten ansteigende Innenraum weist einen Buckel auf, der etwa 15 m höher als der Rand ist. 